# Zhu Shuzhen
Dans ce nom chinois, le nom de famille, Zhu, précède le nom personnel.
Pour les articles homonymes, voir Zhu.
Zhu Shuzhen (chinois : 朱淑真) (c. 1135–1180) est une poétesse chinoise de l'époque de la dynastie Song. Elle s'est mariée à un officier avec qui elle a un mauvais mariage. Ses parents ont brûlé ses écrits soit en raison de son suicide ou de sa liaison de mariage.
Les versions de sa poésie ont été rassemblées, ainsi 339 shi et 33 ci ont été reconstituées. Ses poèmes traitent des douleurs de l'amour et sa collection s'intitule : versets déchirants. Elle a adapté quelques lignes des travaux de Li Qingzhao et il est clair qu'ils lui sont familiers.
Un des cratères de Vénus porte son nom .